# Lathrolestes constrictus
Lathrolestes constrictus är en stekelart som först beskrevs av Léon Abel Provancher 1882.  Lathrolestes constrictus ingår i släktet Lathrolestes och familjen brokparasitsteklar. Inga underarter finns listade i Catalogue of Life.